# 杢代和人
杢代 和人（もくだい かずと、2004年〈平成16年〉5月20日 - ）は、日本のアイドル、俳優。ダンスボーカルユニット「原因は自分にある。」のメンバー。東京都出身。スターダストプロモーション制作3部所属。

## 略歴
スターダストプロモーションに何度かスカウトされたことがあるが、中学2年生でスカウトされた当時は特にやりたいことが見つかっていなかったため、「とりあえず入ってみよう」と思い所属。
EBiDAN加入後、ダンスボーカルユニット・BATTLE BOYS TOKYO第2弾選抜メンバーおよびBATTLE STREETとして活動し 、現在は原因は自分にある。のメンバーとして活動している。
2022年9月から2023年8月まで放送された特撮ドラマ『仮面ライダーギーツ』にて、吾妻道長 / 仮面ライダーバッファ 役として初のレギュラー出演を果たした。

## 人物
- 家族は両親と姉、兄。三人兄弟の末っ子である。
- 趣味はファッション、ゲーム、サウナ。特技は料理[1]。
  - 得意料理は料理人の父から教わったコンソメスープ仕立てロールキャベツ。
  - 洋服はモードカジュアル系が好きで、主に「Maison MIHARA YASUHIRO」、「JOHN LAWRENCE SULLIVAN」などのドメスティックブランドを好んで着ている。
- 幼少期は『仮面ライダーW』や『侍戦隊シンケンジャー』を視聴していた[6]。
- 憧れの俳優は木村拓哉[5]。
- 中3のときに「#杢代レベチイケメン」とブログに記したことがきっかけで自ら「レベチイケメン」を名乗るようになり、自称イケメンキャラが定着しつつある。

## 出演

### テレビドラマ
- FAKE MOTION -たったひとつの願い-（2021年1月21日 - 3月11日、日本テレビ） - 真田海 役
- あせとせっけん（2022年2月4日 - 4月1日、MBS・テレビ神奈川） - 八重島桂太 役[8]
- 卒業式に、神谷詩子がいない（2022年2月27日 - 3月27日、日本テレビ） - 小林真斗 役[9]
- 仮面ライダーギーツ（2022年9月4日 - 2023年8月27日、テレビ朝日） - 吾妻道長 / 仮面ライダーバッファ 役[10]
- 最高の生徒〜余命1年のラストダンス〜（2023年7月15日 - 9月23日、日本テレビ） - 木下幹太 役[11]
- 最高の教師 1年後、私は生徒に■された 第1話・第5話（2023年7月15日・8月12日、日本テレビ） - 木下幹太 役
- 沼オトコと沼落ちオンナのmidnight call 〜寝不足の原因は自分にある。〜 第1話「計算沼」（2023年8月31日、テレビ東京） - 南祐希 役[12]
- くすぶり女とすん止め女（2023年10月11日 - 11月29日、テレビ東京） - 烏森秀一 役[13]
- 君とゆきて咲く〜新選組青春録〜（2024年4月25日 - 9月12日、テレビ朝日） - 松永新之丞 役[14]
- ソロ活女子のススメ4 第4話（2024年4月25日、テレビ東京）[15] - Z世代男性 役
- 降り積もれ孤独な死よ（2024年7月7日 - 9月8日、読売テレビ・日本テレビ） - 神代健流 役[16]
- 3年C組は不倫してます。（2024年10月2日 - 12月18日、日本テレビ） - 橘伊織 役[17]
- 私たちが恋する理由（2024年10月12日 - 12月21日、テレビ朝日） - 伊丹瑞貴 役[18]
- 物産展の女〜宮崎編〜（2025年1月9日・16日、テレビ東京） - 高城稔 役[19]
- 熱愛プリンス（2025年3月7日 - 4月25日、毎日放送） - 主演・梓 役（松井奏とダブル主演）[20]
- 大追跡〜警視庁SSBC強行犯係〜 第3話（2025年7月23日、テレビ朝日） - 仙波達也 役[21]
- 明日はもっと、いい日になる 第七話（2025年8月18日、フジテレビ） -　亮 役
- スティンガース 警視庁おとり捜査検証室 第5話（2025年8月19日、フジテレビ） - 北の守 役[22]

### ウェブドラマ
- SSS〜Special Short Story〜 第四弾「#イツモノコト」（2020年8月2日 - 16日、スターダストプロモーション制作3部公式YouTubeチャンネル）
- スマホラー「見て居る」（2021年4月16日 - 、smash.オリジナルドラマシリーズ） - 隆 役
- 僕らのリアルはここにある supported by Yay!（2021年12月24日 - 2022年1月8日、Nom de plume公式Twitterアカウント） - 遠田健斗（風丸） 役[23]
- ギーツエクストラ 仮面ライダーパンクジャック（2023年5月21日、東映特撮ファンクラブ） - 吾妻道長 役[24]
- 最高の生徒 とある日の放課後（2023年7月26日 - 、日テレドラマ公式YouTubeチャンネル） - 木下幹太 役[25]
- 【推しの子】（2024年11月28日 - 12月5日、Amazon Prime Video） - ファン・リョースケ 役[26]

### 映画
- 消えない虹（2022年9月3日公開） - 月野木薫（少年時代） 役
- 仮面ライダーシリーズ（東映） - 吾妻道長 / 仮面ライダーバッファ 役
  - 仮面ライダーギーツ×リバイス MOVIEバトルロワイヤル（2022年12月23日公開）[27]
  - 映画 仮面ライダーギーツ 4人のエースと黒狐（2023年7月28日公開）[28]
  - 仮面ライダー THE WINTER MOVIE ガッチャード&ギーツ 最強ケミー★ガッチャ大作戦（2023年12月22日公開）[29]
- 【推しの子】-The Final Act-（2024年12月20日公開） - ファン・リョースケ 役[26]
- パリピ孔明 THE MOVIE（2025年4月25日公開） - スタジオのミキサー 役[30]

#### 短編映画
- あの空の向こうに〜夏雲〜（2018年）[31]
- 短編オムニバス映画 GEMNIBUS vol.1『knot』（2024年6月28日公開）[32]

### 劇場アニメ
- 映画 おでかけ子ザメ とかいのおともだち（2025年8月22日公開予定） - ホストさん 役[33]

### 舞台
- FAKE MOTION 2021 SS LIVE SHOW（2021年3月25日・26日、東京ガーデンシアター） - 真田 海 役
- 「オープニングナイト」〜桜咲高校ミュージカル部〜（2021年7月2日 - 5日、日本青年館ホール[34] / 10月29日 - 11月7日、新国立劇場 中劇場[35]） - ヒロキ 役

### オリジナルビデオ
- 仮面ライダーシリーズ - 吾妻道長 / 仮面ライダーバッファ 役
  - てれびくん超バトルDVD 仮面ライダーギーツ どやさ!? 男だらけのデザイアグランプリ 王蛇はオレだー!!（2023年）
  - よろずや!?ミッチー親方の一日（2023年12月6日） - 主演[36]
  - 仮面ライダーギーツ ジャマト・アウェイキング（2024年7月24日）[37]

### ウェブアニメ
- ギーツエクストラ ギーツあにめ あなざーぐらんぷり（2023年8月6日 - 2024年3月17日、東映特撮ファンクラブ） - 吾妻道長 役[38]

### テレビ番組
- 沼にハマってきいてみた（2022年4月 - 、NHK Eテレ） - ぬまメン（準レギュラー）

### ウェブ番組
- 神アングル！理想のカレごはん （2020年9月 - 2022年5月、cookpadLive）
- 恋とオオカミには騙されない（2021年2月14日 - 5月2日、AbemaTV）[39]

### ラジオ
- 空人和人のラジオの原因。（2020年10月4日 - 2022年6月26日 、ラジオ日本）

### CM
- ジャストシステム「スマイルゼミ」（2018年11月 - ）[40]
- 丸美屋食品工業「かけうま麺用ソース」（2021年6月 - ）[41]
- パイロットコーポレーション ドクターグリップ30周年記念ドラマ「明日へグリップ」（2021年11月 - ）
- ミステリーの歩き方（2024年12月）[42]

### ゲーム
- 仮面ライダーバトル ガンバライジング（2022年、アーケード） - 仮面ライダーバッファ 役[43]
- 仮面ライダーバトル ガンバレジェンズ（2023年、アーケード） - 仮面ライダーバッファ 役

### 玩具
- 仮面ライダーギーツ DXサウンドIDコアセット02（2023年7月、玩具ボイス）
- 仮面ライダーギーツ DXギーツワンネスサウンドコアID（2023年11月29日、玩具ボイス）
- 仮面ライダーギーツ PREMIUM DXマグナム&ブーストレイズバックル（2024年1月、玩具ボイス）
- 仮面ライダーギーツ PREMIUM DXゾンビレイズバックル（2024年2月、玩具ボイス）
- 仮面ライダーギーツ PREMIUM DXマグナムシューター40X（2024年11月、玩具ボイス）
- 仮面ライダーギーツ PREMIUM DXメモリアルフィーバースロットレイズバックル（2024年12月、玩具ボイス）
- 仮面ライダーギーツ PREMIUM DXメモリアルジャマトバックル（2025年3月、玩具ボイス）
- 仮面ライダーギーツ PREMIUM DXメモリアルコマンドツインバックル（2025年12月、玩具ボイス）
- 仮面ライダーギーツ PREMIUM DXレイジングソード（2025年12月、玩具ボイス）

### ミュージックビデオ
- りりあ。「私じゃなかったんだね。」（2021年）[44]

### イベント
- 超英雄祭 KAMEN RIDER × SUPER SENTAI LIVE & SHOW 2023（2023年2月9日、横浜アリーナ） - 吾妻道長 / 仮面ライダーバッファ 役
- Seventeen夏の学園祭2023（2023年8月23日、東京ドームシティ プリズムホール）[45]

## コラボレーション
- cookpadLive「杢代カフェ」（2022年5月20日 - 25日、cookpadLive cafe 表参道 / 心斎橋）[46]

## 作品

### キャラクターソング
| 発売日        | 商品名                       | 歌                   | 楽曲             | 備考                                                             |
| ------------- | ---------------------------- | -------------------- | ---------------- | ---------------------------------------------------------------- |
| 2023年9月20日 | 仮面ライダーギーツ SONG BEST | 吾妻道長（杢代和人） | 「Undead Fire」  | 特撮テレビドラマ『仮面ライダーギーツ』関連曲                     |
| 2023年9月20日 | 仮面ライダーギーツ SONG BEST | ジャマーガーデンズ   | 「Odds n’ Ends」 | 特撮テレビドラマ『仮面ライダーギーツ』関連曲                     |
| 2024年3月8日  | CREATORs                     | PRAYERs              | 「CREATORs」     | Vシネクスト『仮面ライダーギーツ ジャマト・アウェイキング』挿入歌 |

### 書籍
- 1st写真集「SPROUT」（2021年6月28日、SDP）ISBN 978-4-9105-2800-7[48]
- フォトエッセイ「365」（2023年10月6日、主婦と生活社）ISBN 978-4-3911-5998-1
- 2nd写真集「NONSUCH」（2024年7月20日、KADOKAWA）ISBN 978-4-0489-7733-3

### ユニットメンバー
1. ↑  吾妻道長（杢代和人）、五十鈴大智（後藤大）、ベロバ（並木彩華）、アルキメデル（春海四方）
2. ↑  浮世英寿（簡秀吉）、桜井景和（佐藤瑠雅）、鞍馬祢音（星乃夢奈）、吾妻道長（杢代和人）、ツムリ（青島心）